# Gustaf Kähr

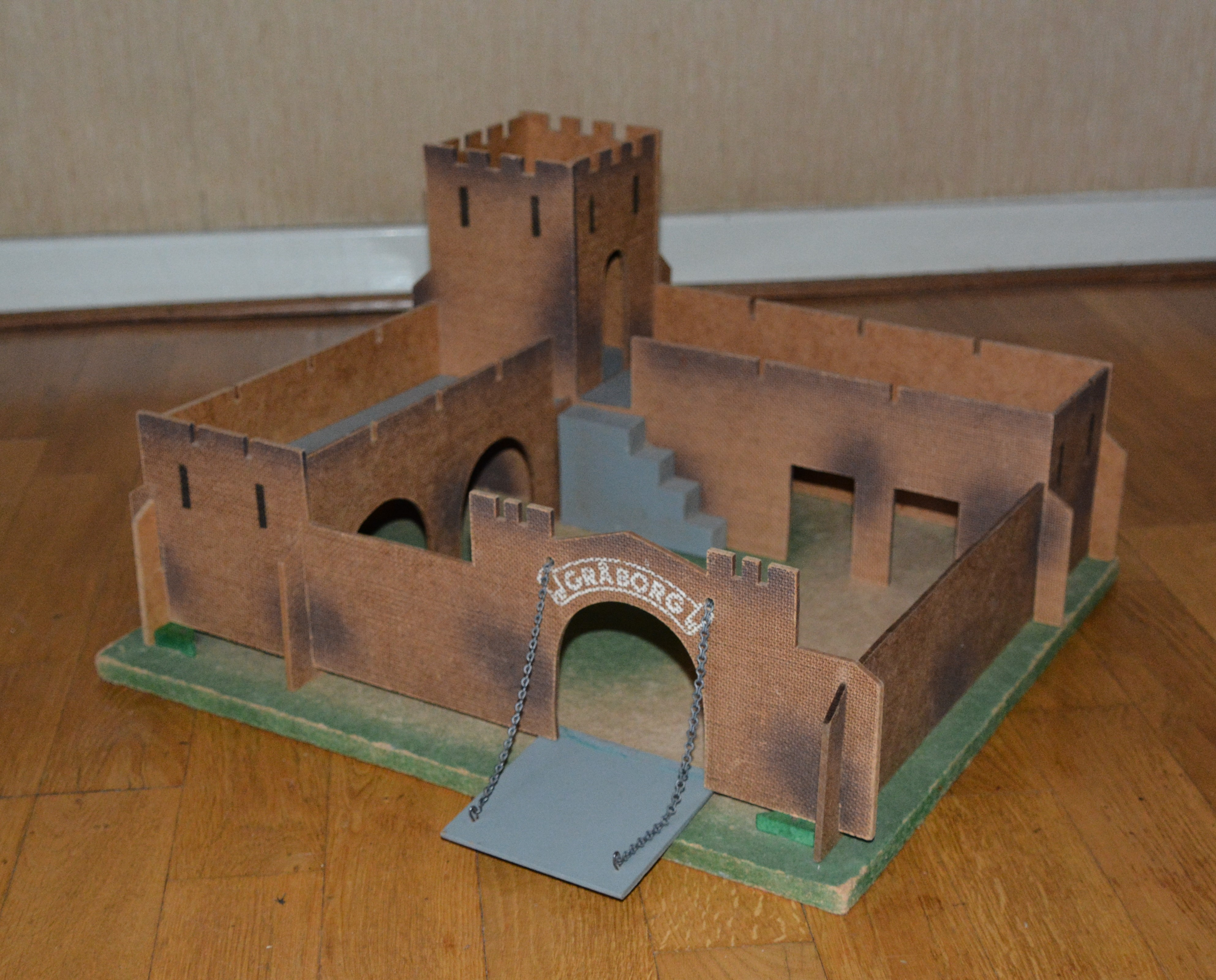
Leksaksborg från Kährs i masonit från 1950-talet

AB Gustaf Kähr, även kallat Kährs, är ett svenskt tillverkningsföretag av trägolv i Nybro.
Kährs grundades 1857 av svarvaren Johan Fredrik Kähr och ombildades 1919 av Johan Kährs sonson Gustaf Kähr till AB Gustaf Kähr. Företaget började med svarvade artiklar, främst delar till spinnrockar. Senare tillkom leksaker, spel som krocket, mahjong och koronn samt trädörrar, möbler och golv att bli de viktigaste produkterna.
| ”                                                        | Fabriken torde numera, sedan leksaksfabrikationen vid Gemla nedlades, vara den mest betydande i branschen inom landet | „ |
| – Smålands Näringsliv i ord och bild – Kalmar med omnejd | |   |

Efter andra världskriget övergick tillverkningen alltmer till dörrar och golv.